# Что есть и чему никогда не бывать
«Что есть и чему никогда не бывать» (англ. What Is and What Should Never Be, название совпадает с названием песни британской рок-группы Led Zeppelin) — 20-я серия 2-го сезона американского телесериала «Сверхъестественное». Её премьера состоялась 3 мая 2007 года.

## В ролях
- Джаред Падалеки — Сэм Винчестер;
- Дженсен Эклс — Дин Винчестер;
- Саманта Смит — Мэри Винчестер;
- Эдрианн Палики — Джессика Мур;
- Мишель Борт — Кармен Портер.

## Сюжет
Дин и Сэм расследуют дело о таинственных исчезновениях людей. Сэм выясняет, что, скорее всего, в исчезновениях виноват джинн и что он прячется в больших развалинах. Дин отправляется проверить одно заброшенное место, тогда как Сэм просил его прийти за ним. Там джинн нападает на Дина, и тот теряет сознание.
Дин приходит в себя и обнаруживает, что он находится в кровати с девушкой, которую никогда не видел, в совершенно незнакомой квартире. Он звонит Сэму и рассказывает, что на него напал джинн, но Сэм ничего не понимает, считая, что тот напился джина и попросту пьян. Дин обнаруживает, что он в Лоуренсе (Канзас), и отправляется домой, где встречает свою мать Мэри. Он узнаёт, что пожара никогда не было, а его отец Джон умер от инсульта. Тем не менее, Дину нравится новая жизнь: у него есть работа, любимая девушка, мама жива, а Сэм собирается жениться.
Дин отправляется в университет поговорить с профессором о джиннах и выясняет, что они обладают божественной силой. Возвращаясь к машине, Дин видит странную девушку в белом, но как только он к ней приближается, она исчезает.
Сэм приезжает домой из колледжа вместе со своей девушкой Джессикой Мур. Семейство отправляется в ресторан праздновать день рождения Мэри, где Сэм объявляет о своей помолвке с Джессикой. Во время ужина Дин снова видит девушку в белом, которая быстро исчезает. Дома после ужина Сэм спрашивает Дина, что с ним происходит, почему он так всему удивляется, и ни с того ни с сего зовёт его «Сэмми», когда они видятся-то всего лишь по праздникам. Идеальный мир Дина даёт трещину. Он с огорчением осознаёт, что в этой «новой» жизни они с Сэмом не имеют ничего общего и не очень ладят друг с другом.
Поздно вечером переключая каналы телевизора, Дин попадает на новости, в которых говорится о годовщине авиакатастрофы, которую Сэм и Дин на самом деле предотвратили. Копаясь в Интернете, Дин осознаёт, что все, кого они с братом и отцом спасли в «той» жизни, погибли, потому что в «этой» жизни они никогда не становились охотниками.
Дину снова является женщина в белом, которая ведёт его к шкафу в спальне. Открыв его, Дин видит людей, подвешенных за руки, но это видение тут же исчезает.
Дин отправляется на кладбище к могиле отца и спрашивает его, почему он должен жертвовать своим счастьем, жизнью Мэри и женитьбой брата ради спасения других людей. Не получив ответа, Дин всё-таки решает отыскать джинна и всё исправить. Ночью он вламывается в дом матери, чтобы раздобыть серебряный нож, но Сэм его обнаруживает. Братья дерутся, но Дин легко одолевает Сэма, никогда не владевшего бойцовскими навыками в этой комфортной жизни. Собираясь «исправлять» свою жизнь, Дин прощается с братом, но тот садится вместе с ним в машину, считая, что если Дин что-то и задумал, то Сэм всегда будет рядом. Но когда Дин рассказывает Сэму о своём деле, тот ему не верит, полагая, что у брата какой-то припадок.
В конце концов, братья подъезжают к развалинам, в которых Дин встретил джинна, и они заходят внутрь. Там они обнаруживают жертв джинна, подсоединённых к капельницам, в которые стекает кровь, и подвешенных за руки, точно как в видении Дина. Девушка, которую видел Дин, тоже одна из жертв. В этот момент появляется джинн, и братья прячутся. Девушка приходит в себя, но джинн снова её «усыпляет» и затем пьёт её кровь. Состояние девушки и её приход в себя наводят Дина на мысль, что вся его счастливая жизнь не больше чем галлюцинация, созданная джинном, чтобы поддерживать жизнь Дина, пока он пьёт его кровь. Джинн не исполняет желания, а просто заставляет людей так думать, в то время как на самом деле они находятся в коме.
Сэм уговаривает Дина вернуться домой, пока джинн не нашёл их, и Дин понимает, что Сэм тоже не настоящий. Рассуждая, что он спит, Дин приходит к выводу, что если он убьёт себя во сне, то обязательно проснётся. Поняв, что собирается сделать брат, Сэм начинает паниковать и отговаривает Дина. Дин отказывается, и тогда появляются Мэри, Джессика и Кармен, девушка Дина. Они также просят Дина бросить нож и наслаждаться фантазией, уверяя, что грёзы, в которых он счастлив, гораздо лучше реальной жизни, в которой его ждут лишь горе и страдания. Дин не верит им и вонзает нож себе в сердце, в то же мгновение приходя в себя от альтернативной реальности.
В реальности Дин, как и все остальные жертвы джинна, подвешен за руки с подсоединённой к нему капельницей. Сэм обнаруживает брата в полуобморочном состоянии от потери крови и пытается ему помочь. Тут появляется джинн, сбивает Сэма с ног, намереваясь также погрузить его в мир грёз. Дину удаётся освободиться от веревок, и он убивает джинна как раз вовремя, чтобы спасти Сэма. Девушка, являвшаяся Дину в грёзах, всё ещё жива, и братья освобождают её и доставляют в больницу.
Позже в гостиничном номере Сэм и Дин размышляют о жизни, которая могла бы у них быть, если бы не появился Демон. Сэм рад, что это была лишь фантазия, так как он очень ценит их дружбу с братом, которой не было бы, если бы они не стали охотиться. Дин спрашивает Сэма, стоит ли работа, которую они делают, их собственного счастья. Сэм отвечает, что стоит, ведь они спасли столько людей. Дин соглашается, хотя в глубине души признаёт, что он очень хотел остаться в том выдуманном мире.

## Производство

### Сценарий
Первый опыт создателя сериала Эрика Крипке в качестве режиссёра был запланирован на двадцатый эпизод сезона, и Раэль Такер должна была написать его. Крипке хотел сценарий, который был бы как можно более «режиссёрским», но который «играл бы со структурой и действительно делал что-то другое». Он отвергал каждую идею, которую писатели предлагали ему, пока Такер не предложил эпизод альтернативной реальности. Черпая вдохновение в эпизоде «Баффи-истребительница вампиров» «И снова всё в порядке» (англ. Normal Again), Крипке был в восторге от этой концепции. Он чувствовал, что решающим моментом для Дина была смерть его матери Мэри, поэтому «путь отвлечения» новой реальности будет основан на вопросе: «Что, если мама никогда не умирала?» Это изменение позволяет Сэму и Дину жить нормальной жизнью, хотя и ценой их отношений. Смысл ложной реальности, по мнению Крипке, состоял в том, чтобы показать, что братья не были бы близки, если бы не стали охотниками. Сотрудники пытались убедить его убрать этот аспект, но он подумал, что для Сэма и Дина было бы «неубедительно» иметь «отношения на седьмом небе». Как только история была полностью разработана, Такер получила полную свободу действий над сценарием; это удивило её, потому что она ожидала, что Крипке «будет больше водителем на заднем сиденье, чем он был».
Возможность вернуть характер Мэри Винчестер взволновала Крипке. Хотя она является движущей силой стремления братьев убить демона Азазеля и упоминается много раз в течение первых двух сезонов, два её появления в сериале были очень короткими. Эпизод позволил расширить персонаж, изобразив её как «действительно совершенную и идиллическую мать». Однако Крипке чувствовал, что Дин поймет, что что-то не так, если ему будет предоставлен «идеальный мир мечты», поэтому Джон Винчестер, который умер на премьере второго сезона, остался мёртвым.
Окончательная версия эпизода отличалась от первоначальной концепции. Изначально предполагалось, что Дин будет «огромным неудачником» в своей новой жизни; быть охотником — это то, что дает ему структуру и цель. Без охоты он был бы безработным завсегдатаем бара. Крипке сравнил новую реальность с романом Чарльза Буковски, но отметил, что самоотверженный Дин по-прежнему предпочитает новую вселенную, где Сэм счастлив и живёт хорошей жизнью. Однако исполнительный продюсер Роберт Сингер и другие убедили его изменить это сюжет, потому что они не думали, что Дин будет счастлив внезапно очнуться в такой реальности. Ещё одна вариация возникла из—за отсутствия у Дина кого-то, кому он мог бы довериться-обычно Сэм является его доверенным лицом. Поскольку сценаристам было трудно передать чувства Дина, ранние наброски сценария включали ряд внутренних монологов. В конечном счете они были заменены сценой, в которой он обсуждает джинна с профессором. Студия хотела, чтобы сцена поцелуя Дина и его подруги Кармен на диване включала секс. Однако Крипке не смог включить это в сценарий, потому что считал нереалистичным, что она намеренно опоздает на свою работу медсестрой в больнице.

### Джинн
Авторы хотели использовать желание для создания новой реальности и выбрали джинна, чтобы облегчить это. Исламский джинн — истоки фольклора джиннов — стал монстром эпизода, но ради соответствия ему показал «ублюдочную западную концепцию» исполнения желаний. Чтобы избежать типичного изображения джиннов в популярной культуре — таких, как у Аладдина и Я мечтаю о Джинни — они решили создать «логический поворот в знаниях», сделав существо вампирическим. Такер изначально предполагал, что метод кормления существа будет мистическим — оно будет вдыхать жизненную сущность своей жертвы изо рта. Однако Крипке предпочел, чтобы это больше походило на фильм ужасов, и заставил джинна питаться от шунта в шее жертвы.
Внешний вид существа был вдохновлен изображением женщины с татуировкой хной на спине, которую Крипке нашел в Интернете. Он подумал, что было бы интригующе сделать татуировку на всем теле злодея. У актёра, который изображал джинна — Маккензи Грея — была бритая голова, поэтому визажист по спецэффектам Тоби Линдала использовал только небольшой протез, чтобы прикрыть брови Грея. Линдала сочла татуировки «особой проблемой», потому что они были «сложными рисунками». Производственный график не мог вместить шесть часов, необходимых для нанесения макияжа каждый день, поэтому актёр был забронирован с условием, что макияж не будет удалён в течение четырёх дней. Это повлияло на личную жизнь Грея, как люди на улице были напуганы его появлением. Линдала была удивлена, что Грей смог сохранить татуировки неповрежденными вне съемок.

### Съёмки
Основные съемки эпизода проходили в Ванкувере, Британская Колумбия. Крипке хотел, чтобы Адрианна Палики повторила свою роль Джессики Мур — умершей подруги Сэма, — но она была занята съемками в телесериале «Огни ночной пятницы». Поскольку Джессика была неотъемлемой частью сюжетной линии, график производства был скорректирован с учётом актрисы. Первые пять дней съемок начались для фильма «Что есть и чего никогда не должно быть», а затем производство переключилось на «What Is and What Should Never Be», а затем производство переключилось на «Врата ада, часть 1» пока Палики не освободилась для последних трех дней съемок. Однако она не присутствовала на съемках кульминации эпизода. Вместо этого актриса снимала свою роль перед голубым экраном, а позже была добавлена в сцену в цифровом виде.
Поскольку в сериале обычно царит мрачная атмосфера, часто состоящая из «декораций с грязью и чувством опасности», Крипке хотел, чтобы между этими двумя мирами был контраст. Поэтому он попросил художника-постановщика Джерри Ванека создать «самые красивые, тёплые, ласковые декорации, которые ты когда-либо видел». Оператор Серж Ладукер также сделал обычные тени и «мрачное освещение» более красочными и тёплыми. Хотя во время съёмок почти постоянно шёл дождь, установилась идеальная погода для съёмок одной из главных контрастных сцен — Дина, косящего газон. Крипке хотел, чтобы это выглядело «слишком идеально, чтобы быть реальным», и смог снять «солнечную, красивую сцену»". «Жуткий» склад, используемый джинном в качестве логова, был переработанным складом из телесериала Kyle XY.
| «                                                          | У меня в голове возникла случайная идея о том, что Дин отправляется на охоту и хочет или не хочет, чтобы Сэм пошел с ним, и Сэм все равно придет, что очень сильно отражало ту первую сцену, когда они столкнулись друг с другом в пилоте, и они вступили в ту первую драку. Я был одержим идеей воссоздать это... | » |
| — Крипке о своём вдохновении включить дань уважения пилоту | |   |

Одним из первых режиссёров, с которыми Крипке познакомился и у которого учился, был Дэвид Наттер. Таким образом, Крипке хотел включить дань уважения работе Наттера над пилотом; некоторые сцены новой реальности должны были быть воссозданы из первого эпизода. Съемочная группа попыталась максимально соответствовать ракурсам камеры, освещению и музыке. В то время как Сэм и Джессика, спящие вместе в постели, должны были быть точной копией подобной сцены, драка между братьями отличалась. Поскольку новый Сэм «в значительной степени слабак», Дин способен уничтожить его мгновенно. Такер отметил, что это был также «хитрый способ» намекнуть, что новая реальность была всего лишь иллюзией, поскольку он «заново переживает этот момент от пилотного эпизода, потому что его фантастический мир создается тем, что он уже знает и прожил».
Многие фотографии, представленные в доме Винчестера, были отфотошоплены художником-графиком Мэри-Энн Лю. Каждая из них обсуждалась и уточнялась, так как Крипке считал, что они важны для показа новой истории семьи Винчестеров. Некоторые фотографии, такие как Дин и Сэм на выпускном, были отредактированными версиями фотографий из детства Эклза и Падалеки.

### Музыка
Синтезированная оркестровая партитура эпизода была написана Кристофером Леннертцем. Эпизод стал самым любимым для него во время работы над четвёртым сезоном. Леннерц использовал сольный фагот для эмоциональных сцен в альтернативной реальности, а не виолончель, которую он обычно использовал для отношений Сэма и Дина. Он отметил, что это «задало очень интересный ведущий тон для эпизода»". Следуя традиции сериала, в эпизоде также были представлены рок-песни (Ramones — Saturday Night Special и Джоуи Рамон — What a Wonderful World).

## Факты
- Некоторые детские фотографии Сэма и Дина, стоящие в доме Мэри, на самом деле фотографии самих актёров Джареда Падалеки и Дженсена Эклса[источник не указан 4104 дня].
- Номер дома Винчестеров в фантазии Дина — 1841, а в серии «Дом» — 1481.